# Protium nodulosum
Protium nodulosum är en tvåhjärtbladig växtart som beskrevs av Swart. Protium nodulosum ingår i släktet Protium och familjen Burseraceae. Inga underarter finns listade i Catalogue of Life.